# HD153759
HD153759 — хімічно пекулярна зоря спектрального класу A0, що має видиму зоряну величину в смузі V приблизно  7,3.
Вона  розташована на відстані близько 834,2 світлових років від Сонця.

## Пекулярний хімічний склад
Зоряна атмосфера HD153759 має підвищений вміст 
Eu
.